# دازل
شهر دازل در ایالت نیدرزاکسن در کشور آلمان واقع شده است.

## نگارخانه

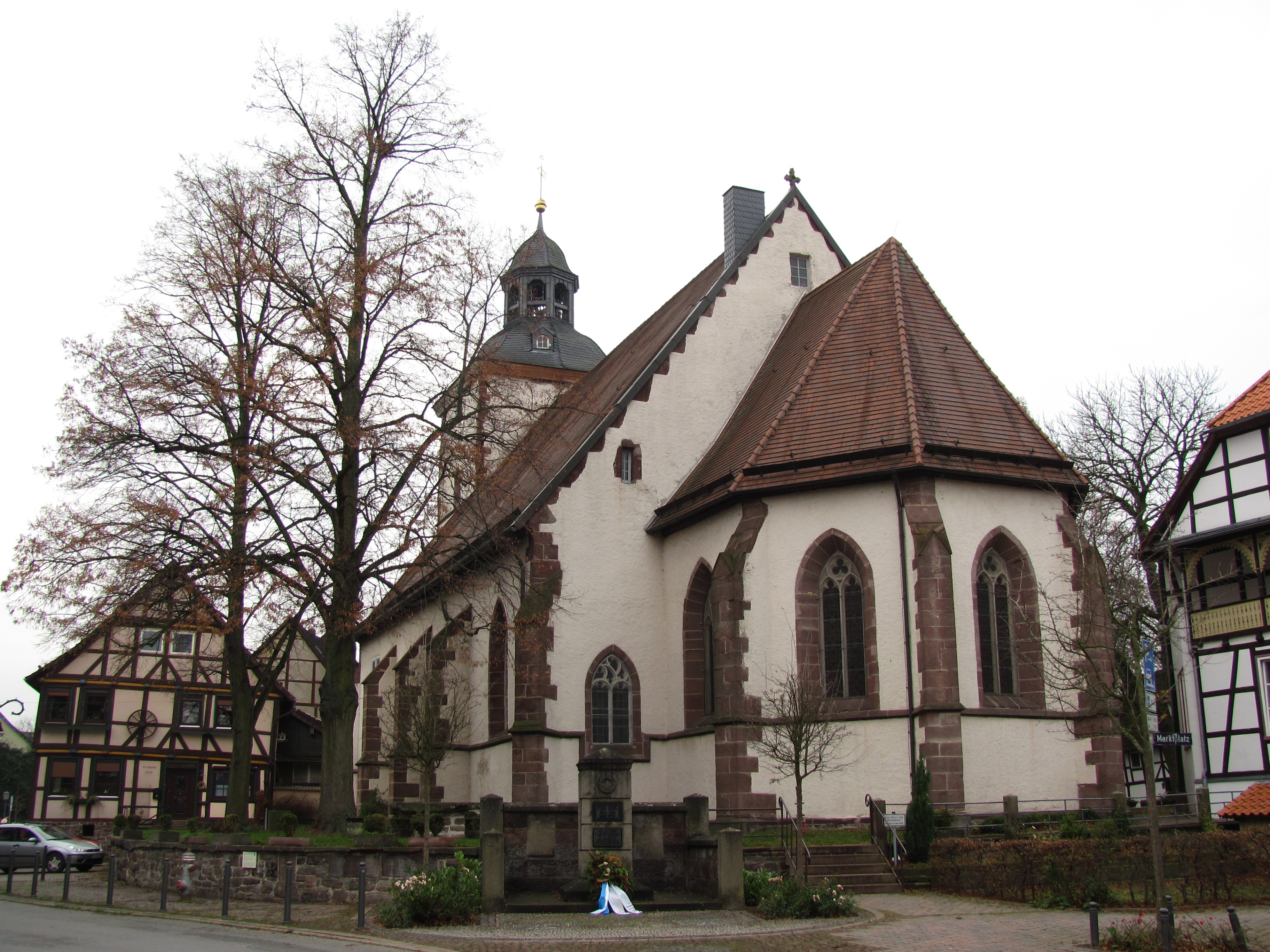
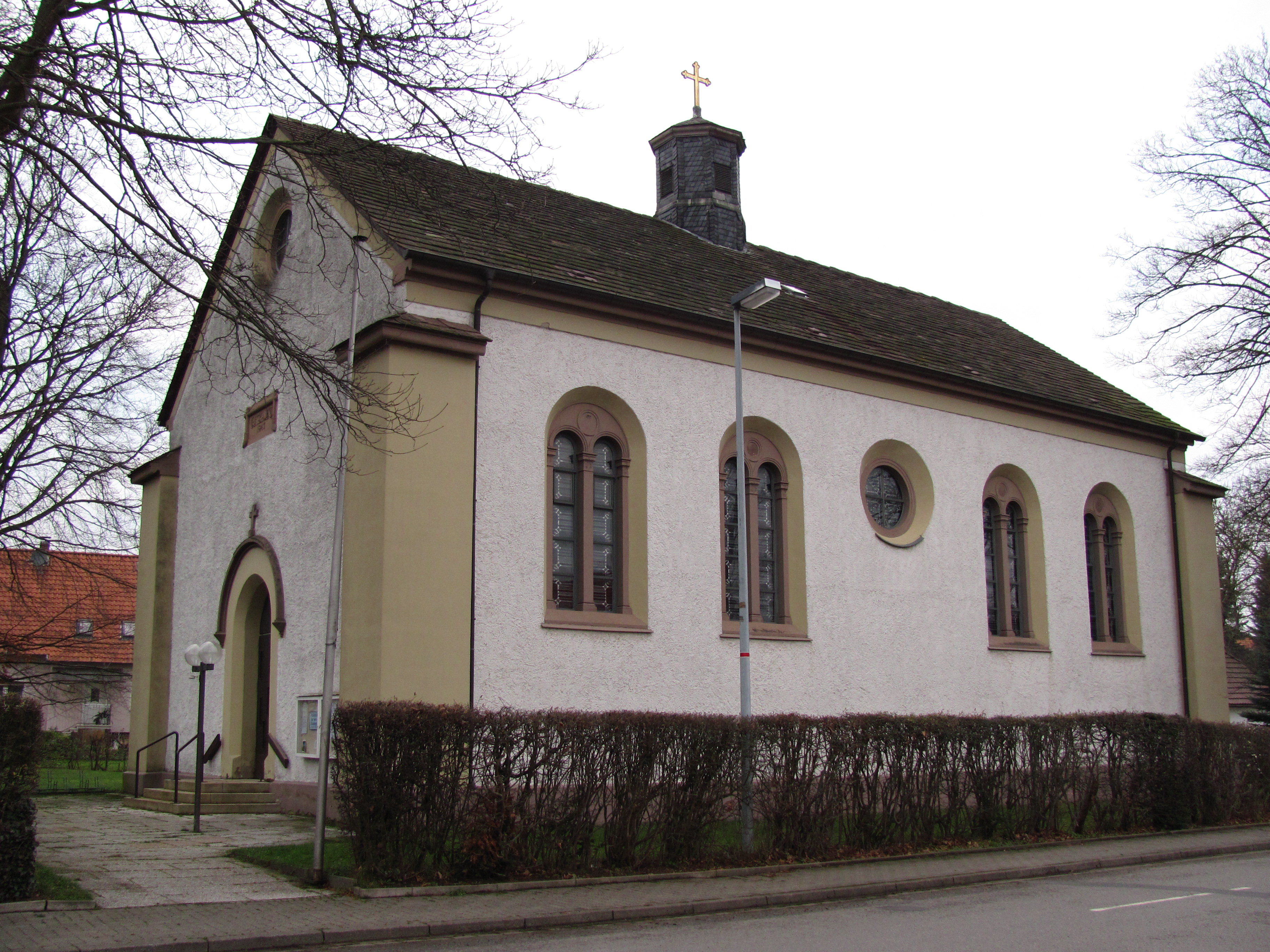
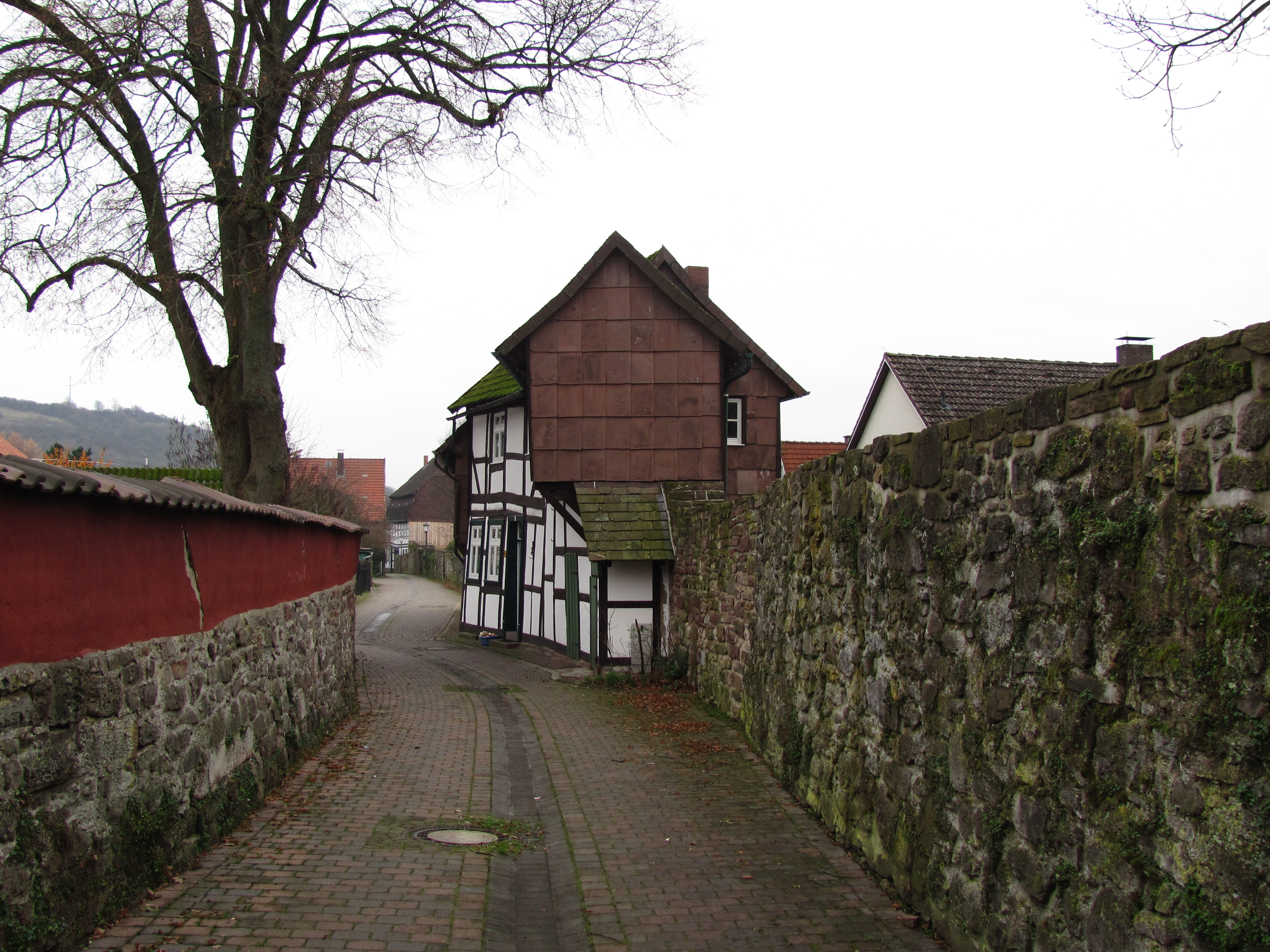
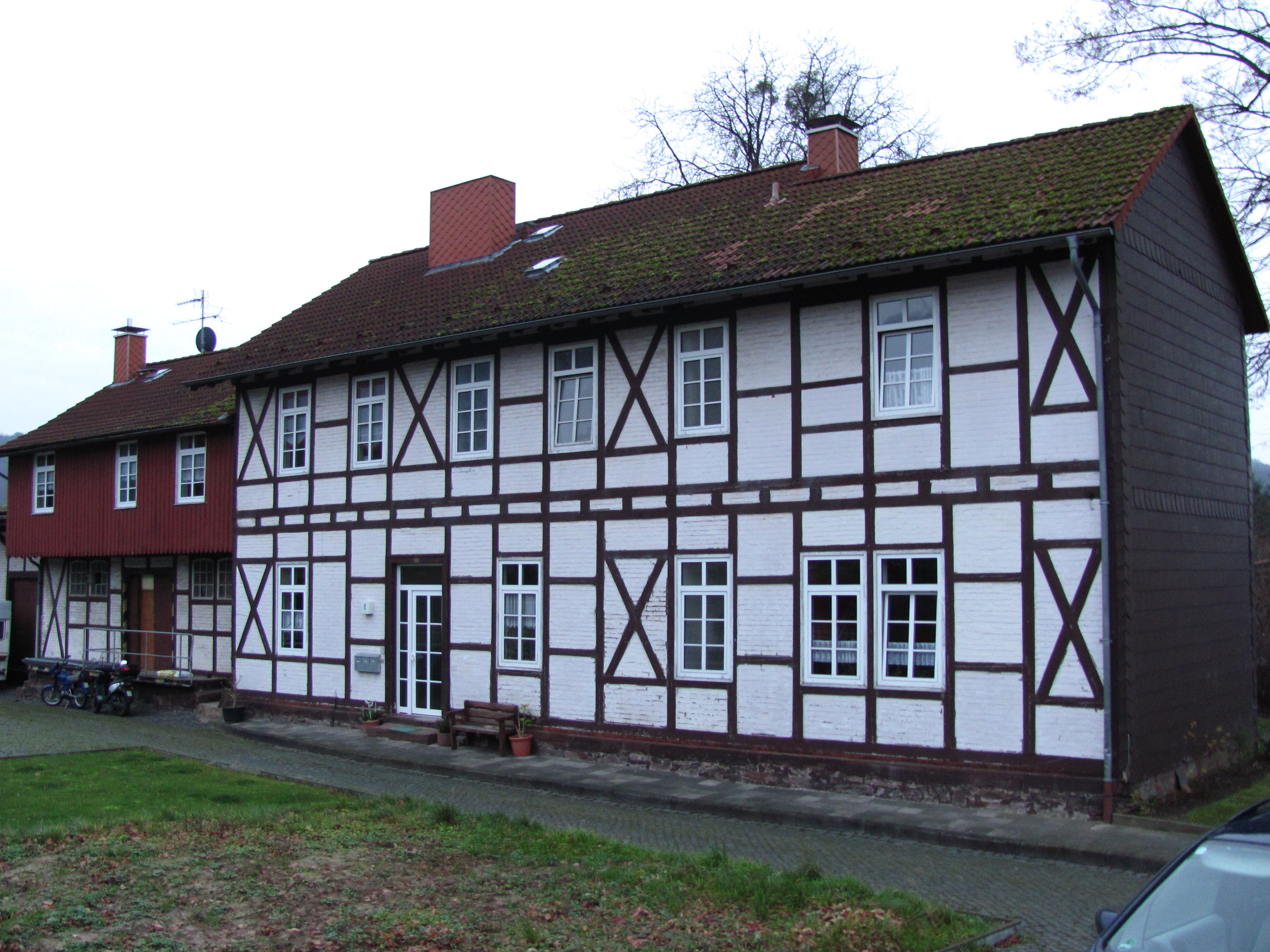
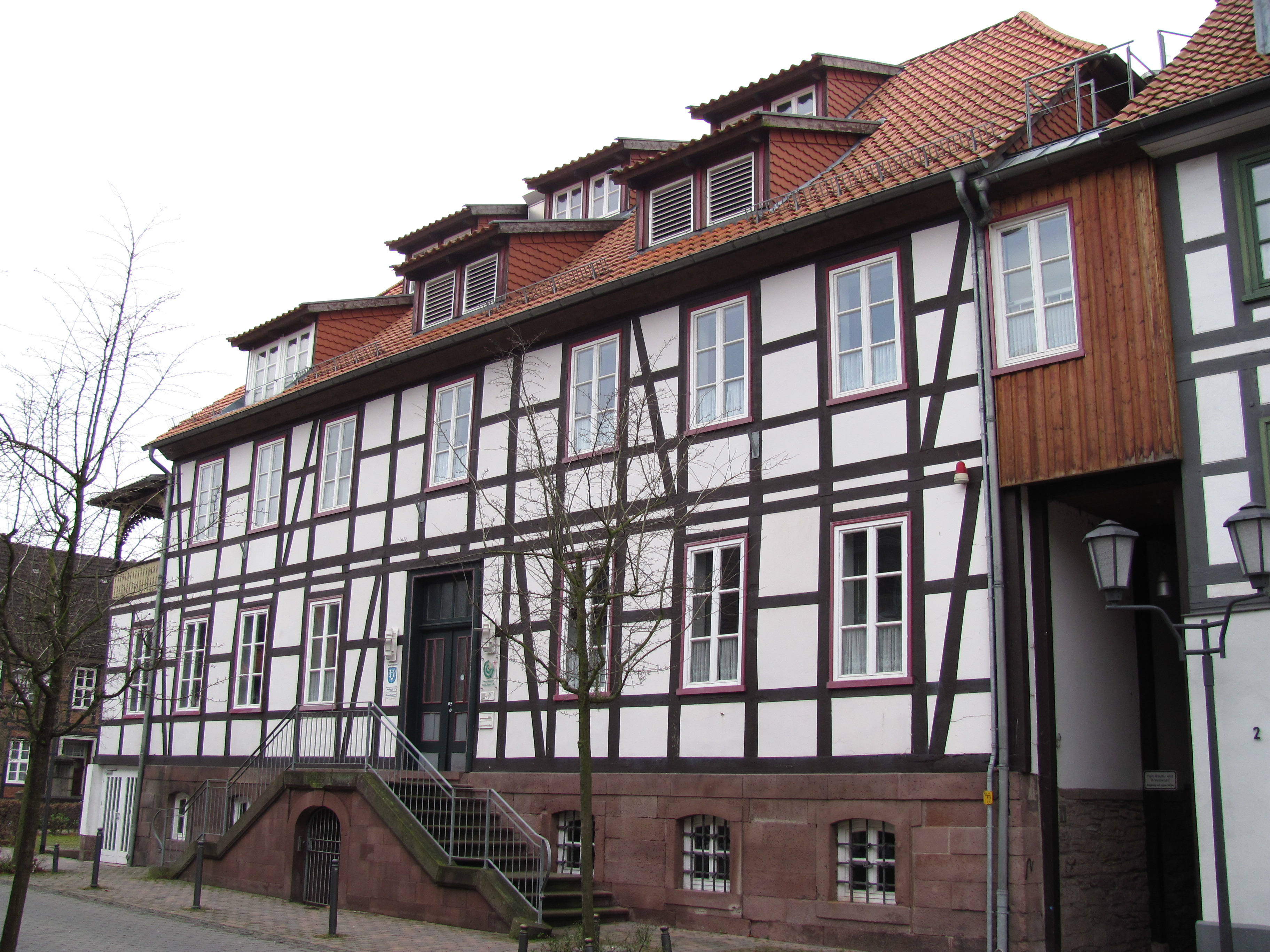
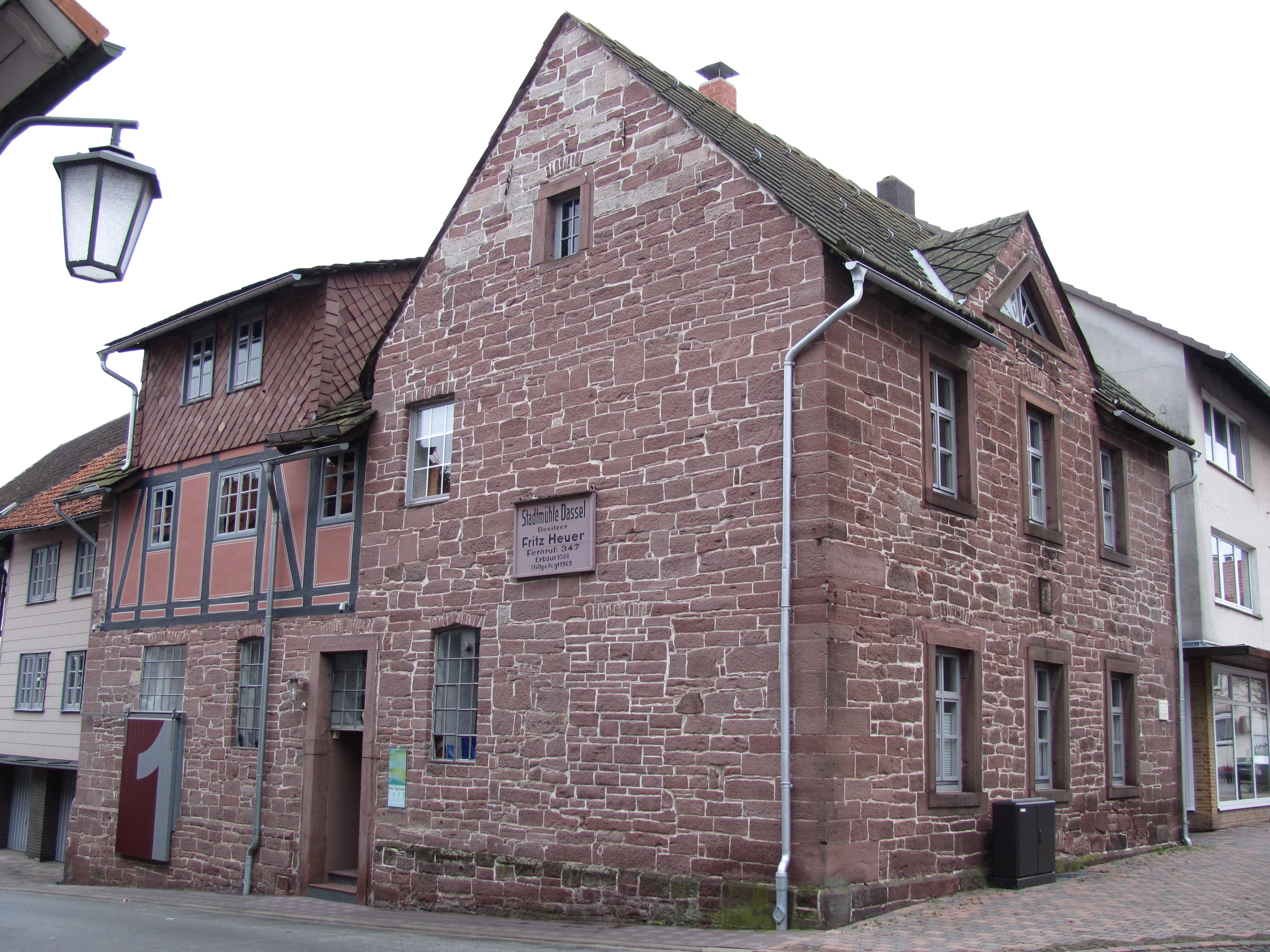
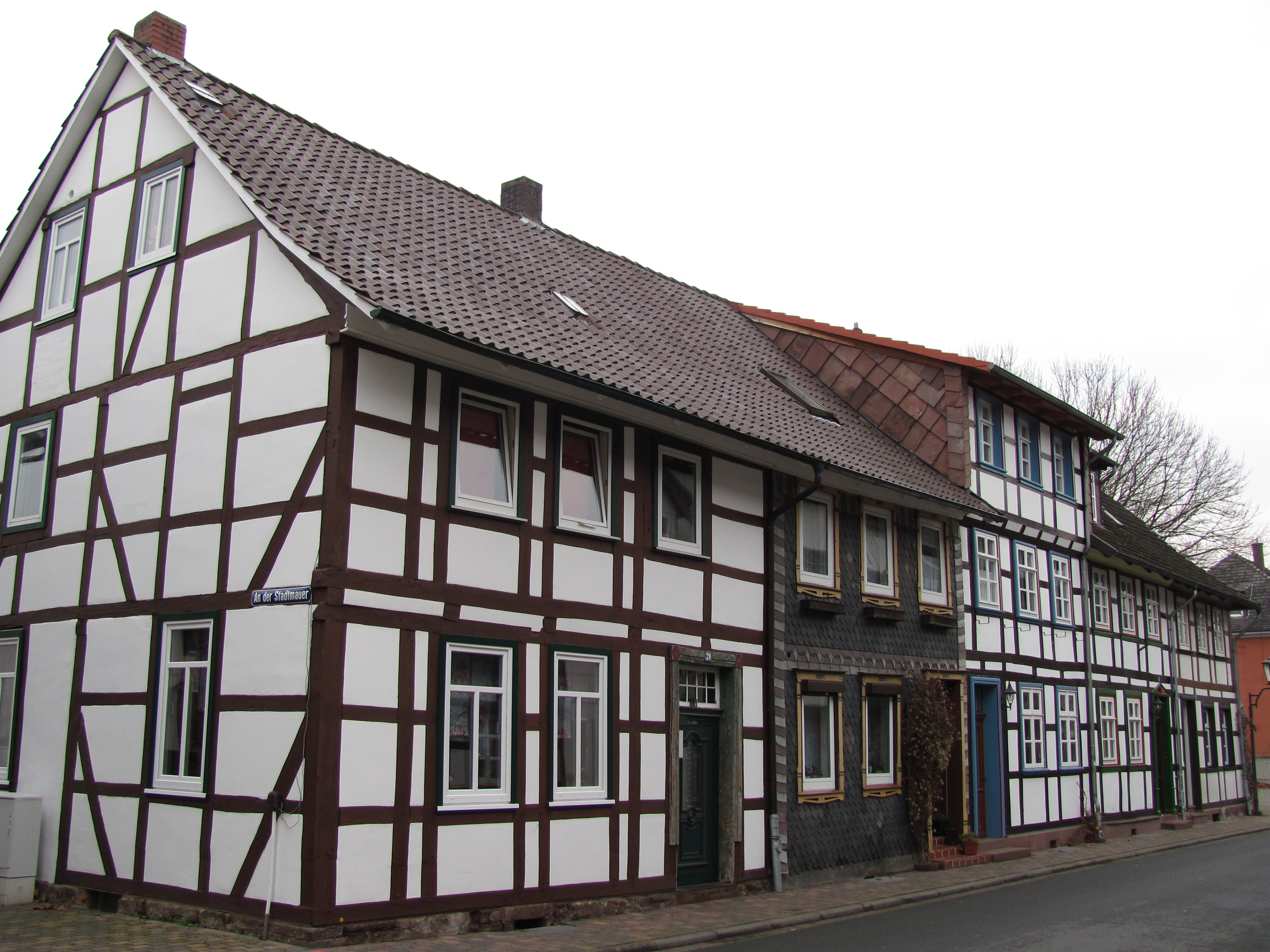
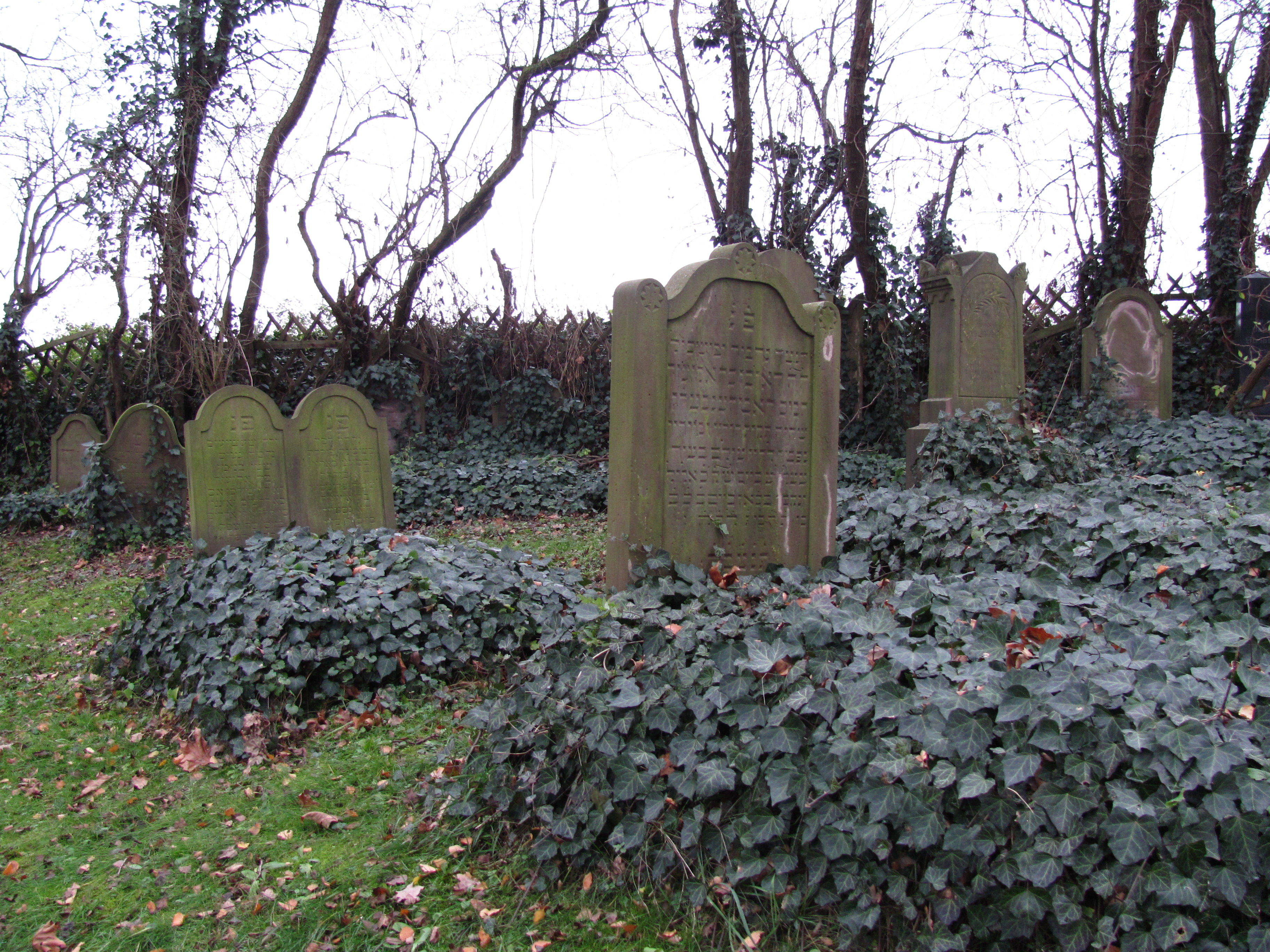